# Aymon de Senarclens
 (août 2023).
Si vous disposez d'ouvrages ou d'articles de référence ou si vous connaissez des sites web de qualité traitant du thème abordé ici, merci de compléter l'article en donnant les références utiles à sa vérifiabilité et en les liant à la section « Notes et références ».
Aymon de Senarclens, né le 2 mai 1905 à Versoix et décédé le 22 juillet 1970 à Genthod, est un homme politique suisse membre du Parti libéral suisse (alors connu à Genève sous le nom de Parti national démocratique). 

## Biographie
Aymon de Senarclens naît le 2 mai 1905 à Versoix, dans le canton de Genève. Il est originaire de Lausanne et de Genève. Son père, Victor de Senarclens, est médecin ; sa mère est née Jeanne Clara Malan.
Il suit ses premières classes du collège à Genève puis à Berthoud où il passe sa maturité. Des études à l'École polytechnique fédérale de Zurich lui valent un diplôme d'ingénieur agronome. Après un stage en Allemagne, il termine sa formation universitaire à Breslau par un doctorat en sciences économiques (Dr Phil. II). De retour au pays, il travaille durant quelques années en qualité d'expert agronome auprès de compagnies d'assurances situées à Lausanne, Zurich et Genève. Pendant la Seconde Guerre mondiale, en dehors des périodes où il est mobilisé, il occupe le poste de délégué pour le canton de Genève du plan Wahlen d'intensification de la production agricole par la mise en valeur d'un maximum de terres cultivables.
Inscrit au Parti national démocratique et porté par les organisations agricoles du canton, il est élu en 1942 député au Grand Conseil genevois, remplit à partir de 1943 trois mandats de conseiller national et entre en 1945 au Conseil d'État genevois, charge qu'il conserve jusqu'en décembre 1957. En tant que député au Conseil national, il joue un rôle au sein de l'Union interparlementaire dont il préside le groupe suisse et fait partie de son comité exécutif. Enfin, il est administrateur délégué d'Énergie Nucléaire SA et vice-président de Pro Juventute.
En 1936, il épouse Andrienne Turrettini, fille de Jean Turrettini et d'Agrippine de Budé, qui est une auxiliaire précieuse pour son mari. Parallèlement à la vie politique de son mari, Andrienne de Senarclens, connue sous le nom d'artiste Andry, se lance dans la peinture et la gravure.

## Politique cantonale genevoise
Aymon de Senarclens est un grand défenseur des intérêts de l'agriculture genevoise. Il s'engage dans la réalisation du plan Wahlen et surtout s'attèle à la reconstitution des forêts du canton de Genève en établissant un important remaniement parcellaire. C'est à lui que l'on doit les bois de Versoix et Jussy.
Dans le domaine militaire, il marque également son passage au gouvernement par des initiatives en ce qui concerne la gratuité des tirs militaires.

## Sources
1. ↑  Alix Heiniger, « Aymon de Senarclens » dans le Dictionnaire historique de la Suisse en ligne, version du 23 novembre 2011.
2. ↑  Généalogie helvétique